# La Chambre d'Elías
Pour plus de détails, voir Fiche technique et Distribution.
La Chambre d'Elías (La habitación de Elías) est un film espagnol réalisé par Emma Tusell et produit par Estela Films en 2006.

## Synopsis
Emma recherche son père dans les montagens de l'Atlas.

## Fiche technique
- Titre : La Chambre d'Elías
- Titre original : La habitación de Elías
- Réalisation : Emma Tusell
- Scénario : Daniel Castro et Emma Tusell
- Musique : Vladimir Ivanov
- Photographie : Emma Tusell
- Montage : Ivan Morales Jr. et José Tomé
- Production : Irene Hacar
- Société de production : Estela Films
- Pays :  Espagne
- Genre : Drame et faux documentaire
- Durée : 80 minutes
- Dates de sortie : 
  -  Espagne : 31 janvier 2006

## Distinctions
Le film a remporté une mention spéciale dans la catégorie Meilleur documentaire au Festival international du film Cinema Jove de Valence 2006.

## Distribution
- Ana Cuerdo : Emma
- Tattiouine